# 中国共产党中央委员会宣传部
中国共产党中央委员会宣传部，通称中共中央宣传部，简称中央宣传部、中宣部，是中国共产党中央委员会主管宣传思想、社情舆论和新闻媒体工作的职能部门。

## 沿革

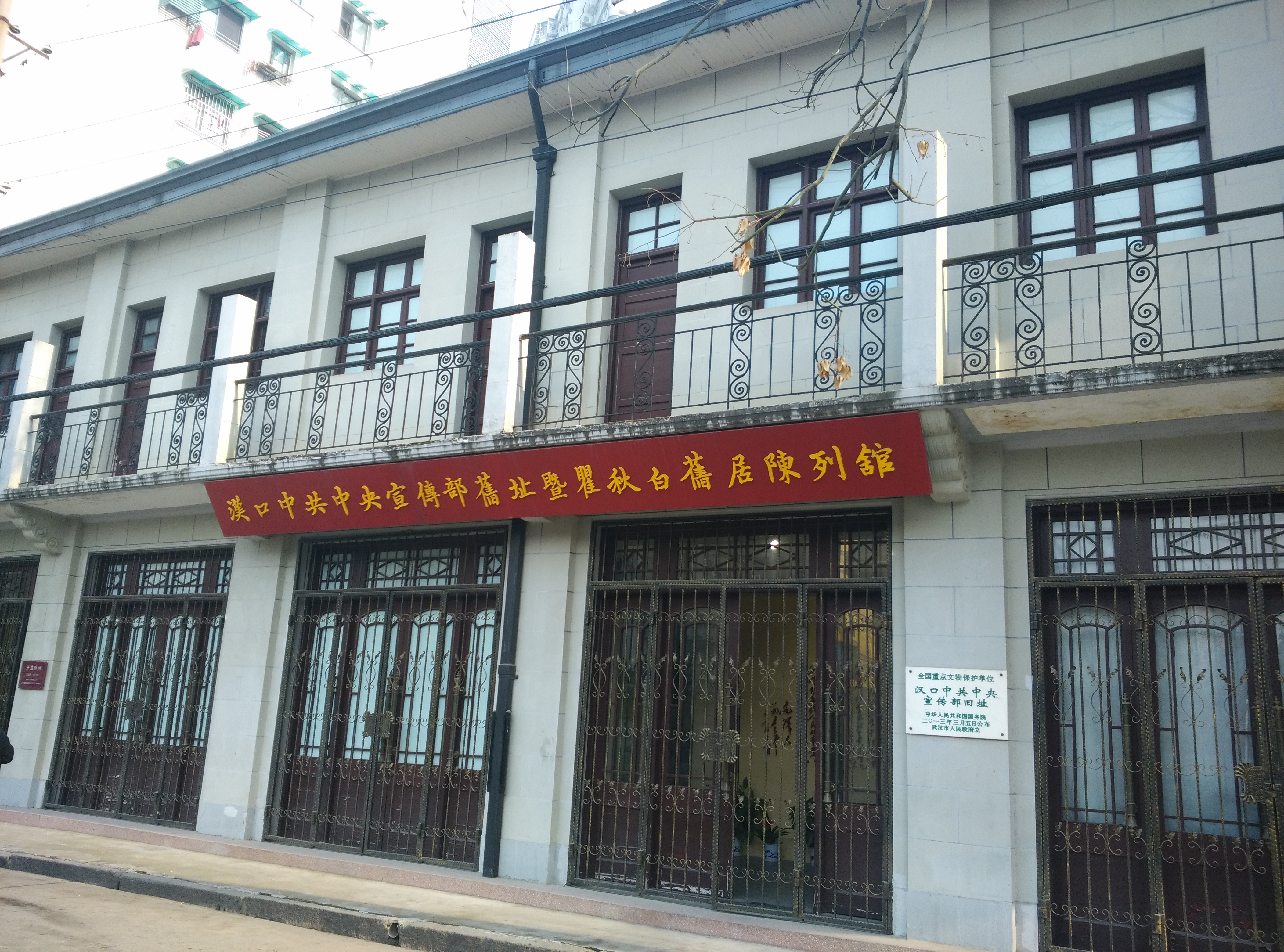
位于武汉的中共中央宣传部旧址

1921年中共一大後，根據共產國際直接指導幫助下制定的《中國共產黨第一個綱領》，中共中央决定仿照苏共中央宣传鼓动部成立中国共产党中央宣傳局。
1924年5月，根据《黨內組織及宣傳教育問題議決案》，在中共中央宣傳局架構內，正式成立中国共产党中央宣傳部，另同時設立中央組織部與中央工農部）。1925年中共四大《對於宣傳工作之議決案》規定：“為使宣傳工作做得完美而有系統起見，中央應有一強固的宣傳部負責進行各事，並指導各地方宣傳部與之發生密切且有系統的關係”、“共產國際關於宣傳工作議決案，本黨有盡可能地使之實施的必要”。1928年10月，中共中央要求：建立與健全中央宣傳部的組織；各省委要立即建立宣傳部；各縣市區委應設立宣傳科；黨支部要有宣傳幹事，負責宣傳工作。
1941年5月25日，《中央關於統一各根據地內對外宣傳的指示》規定“一切對外宣傳的領導應統一於宣傳部”，並建立了中宣部領導、審查報紙雜誌的制度。1941年6月20日，《中央宣传部关于党的宣传鼓动工作提纲》指出“一切理论、主张、教育、文化、文艺等等均属于宣传鼓动活动的范围”、“印刷业、无线电及电影是宣传鼓动的有力工具”。1943年以後，中宣部負責在文藝工作和新聞工作中執行黨的政策。1946年，中宣部在《关于广播、报纸宣传方针的通知》对正面宣传提出了要求。中華人民共和國建國前，中宣部管理文化教育工作；建國後，在中宣部領導下，組織了中央廣播事業管理處、中央出版委員會、中央電影管理局等機構。1949年12月，中宣部《關於今後各級黨報名義不要公開宣傳的指示》下令各級黨報“都不必公開宣傳是中共機關報，也不必說是政府機關報，只稱某地某報即可。”
1962年秋，中宣部开始取消文艺单位党委制，徐光霄在中华人民共和国文化部执行，不少单位取消了党委制。1962年，姚文元批《海瑞罷官》的文章受到以彭真為首的中共北京市委和以陸定一為首的中宣部的抵制。1966年，毛澤東指出，中宣部是“閻王殿”，要“打倒閻王，解放小鬼”，批評彭真、中宣部和北京市委包庇壞人、壓制左派、不准革命；還說，如果再包庇壞人，中宣部要解散，北京市委要解散，“五人小組”要解散。文革後不久中宣部被取消，根据1966年5月中共中央五一六通知職權由中央文化革命小組兼。《五一六通知》附件中称：“中宣部是阎王殿”、“要打倒阎王解放小鬼”，“中宣部要解散”。中宣部部长陆定一被定性为“反革命分子”。中宣部九名副部长分别被定性为“叛徒”、“特务”、“国民党分子”。中宣部的部长、副部长、秘书长们首批被揪出来了，被称为阎王殿的阎王。中央政治局扩大会议作出《关于停止和撤销彭真、陆定一、罗瑞卿和杨尚昆四同志职务问题的决定》，并下达了《关于陆定一同志和杨尚昆同志错误问题的说明》。调陶铸担任中央书记处常务书记，并兼任中宣部部长。副部长许立群、姚溱、林默涵、秘书长童大林4人停职反省。6月23日，以陶铸为组长的中共中央宣传部文化革命小组成立。陶铸在中宣部全体工作人员大会上宣布《中央关于改组中宣部领导的决定》，并宣布取消原有的处室机构改设4处1室，即：毛泽东思想宣传处、党员干部教育处、干部管理处、秘书处、调查研究室。1968年7月27日，中共中央决定对原中宣部实行军事管制，任命李虓为军事管制小组组长、王少平为副组长。继中央宣传部首先被当作“阎王殿”砸烂后，各级党政宣传、出版、文化部门也都被“砸烂”，然后是被“军管”。
1977年10月，中共十一大批准《關於成立中央宣傳部的報告》，重新组建中国共产党中央委员会宣传部，恢復原有職權，任命張平化為部長，其辦事機構為一室五局：辦公室、理論局、宣教局、文化藝術局、新聞局、出版局
2018年3月21日中共中央印发的《深化党和国家机构改革方案》中，原国家新闻出版广电总局的新闻出版管理职责、电影管理职责划入中共中央宣传部管理，加挂国家新闻出版署（国家版权局）、国家电影局牌子。

## 职责
根据《中国共产党宣传工作条例》，中共中央宣传部承担下列职能：
1. 贯彻落实党对宣传工作的方针政策和决策部署，拟订宣传工作重要政策和事业发展规划；
2. 统筹协调意识形态工作，组织协调意识形态工作责任制落实情况日常监督检查，结合巡视巡察工作开展专项检查；
3. 指导协调理论研究、学习、宣传工作；
4. 统筹分析研判和引导社会舆论，指导协调新闻单位工作，协调开展新闻发布工作；
5. 管理新闻出版和电影工作，统筹指导广播电视工作，组织指导“扫黄打非”工作；
6. 统筹指导社会主义核心价值观建设，组织指导思想道德建设和思想政治工作，推进群众性精神文明创建；
7. 统筹协调精神文化产品创作和生产，协调组织中华优秀传统文化传承发展的有关工作，指导协调推动群众文化建设；
8. 指导协调文化体制改革和文化事业、文化产业以及旅游业发展，指导协调国有文化资产监管工作；
9. 宏观指导互联网宣传和信息内容建设管理工作，统筹协调新媒体建设与管理；
10. 统筹开展对外宣传工作，指导对外文化交流合作工作，协调推动中华文化走出去工作，协调人权宣传工作；
11. 协调推进宣传领域法治建设；
12. 统筹指导舆情信息工作；
13. 负责宣传工作的内容建设和口径管理；
14. 按照干部管理权限负责宣传系统领导班子和干部、人才队伍建设管理；
15. 指导下级党委宣传工作；
16. 完成党中央交办的其他任务。

## 机构设置
根据《中国共产党中央委员会宣传部职能配置、内设机构和人员编制规定》，中共中央宣传部设置下列机构：

### 内设机构
- 办公厅
- 政策法规研究室
- 干部局
- 理论局
- 宣传教育局
- 文化艺术局
- 舆情信息局
- 新闻局
- 对外新闻局
- 国际联络局
- 对外推广局
- 国际传播局
- 港澳台新闻局
- 人权事务局（国务院新闻办公室人权事务局）
- 出版局
- 传媒监管局
- 印刷发行局
- 反非法反违禁局（全国“扫黄打非”工作小组办公室）
- 版权管理局
- 进出口管理局
- 电影局
- 文明创建局
- 文明培育局
- 文明实践局
- 离退休干部局
- 文化体制改革和发展办公室
- 机关党委

### 中央宣传部代管的事业单位
- 中国外文出版发行事业局（副部级）
- 中国日报社（副部级）
- 经济日报社（副部级）

### 直属事业单位
- 中央宣传部机关服务中心（信息中心）
- 全国哲学社会科学工作办公室[32]
- 中央宣传部宣传舆情研究中心
- 人民出版社
- 中国新闻出版研究院
- 新闻出版报社
- 中国版权保护中心
- 中国版本图书馆（中央宣传部出版物数据中心）
- 中央宣传部出版产品质量监督检测中心（中央宣传部出版物评审中心）
- 国家出版基金规划管理办公室
- 中国电影科学技术研究所
- 中央宣传部电影技术质量检测所
- 中国电影资料馆（中国电影艺术研究中心）
- 中央宣传部电影剧本规划策划中心
- 中央宣传部电影数字节目管理中心
- 国家电影事业发展专项资金管理委员会办公室
- 中央宣传部电影卫星频道节目制作中心
- 中央宣传部人权发展和交流中心（国务院新闻办公室人权发展和交流中心）
- 全国宣传干部学院
- 《党建》杂志社
- 《时事报告》杂志社
- 中国文明网编辑部
- 中国共产党历史展览馆
- 《思想政治工作研究》杂志社

### 直属企业单位
- 中国电影集团公司
- 五洲传播出版传媒有限公司（五洲传播出版社）
- 学习出版社有限公司
- 中国新闻出版传媒集团有限公司
- 线装书局有限公司
- 中国书籍出版社有限公司

### 主管社会团体
- 中国思想政治工作研究会

## 历任领导
| 中共中央宣传局主任 - 李达（1921年8月─1922年7月） 中共中央宣传部部长 - 蔡和森（1922年8月─1923年6月） - 罗章龙（1924年5月─1925年1月） - 彭述之（1925年2月─1927年3月，主任） - 瞿秋白（1927年4月─1927年4月，负责人） - 蔡和森（1927年5月─7月） - 瞿秋白（1927年8月─1927年10月，中央临时政治局负责人兼） 中共中央宣传局局长 - 罗绮园（1927年11月─1928年6月） - 蔡和森（1928年7月─1928年10月） 中共中央宣传部部长 - 李立三（1928年11月─？） 中共中央宣传鼓动部部长 - 李立三（1928年11月─1930年12月） 中共中央宣传部部长 （1943年─1945年8月曾隶属于精简后的「中央宣传委员会」之下） - 沈泽民（1931年1月─1931年4月） - 张闻天（1931年4月─1934年12月，其间曾由杨尚昆或潘汉年暂任） - 吴亮平（1935年1月─1937年7月） - 张闻天（1937年7月─1942年12月） - 凯丰（1942年12月─1943年1月，代理部长） - 陆定一（1943年1月─1952年12月） - 习仲勋（1953年1月─1954年6月） - 陆定一（1954年7月─1966年5月） - 陶铸（1966年5月─1967年初） - 李虓（1968年7月27日 兰州军区政治部主任调任中宣部军事管制小组班长-1969年12月27日） - 康应中 （1969年12月27日 陕西省军区副政委调任中宣部军事管制小组负责人） 中央组织宣传组组长 - 康生（1970年11月－1975年12月） 中央宣传口负责人 - 耿飙（1976年10月15日—1977年1月23日，临时负责） - 耿飙（1977年1月23日—1977年7月） 中共中央宣传部部长 - 张平化（1977年7月─1978年12月） - 胡耀邦（1978年12月25日─1980年3月12日） - 王任重（1980年3月12日─1982年4月） - 邓力群（1982年4月─1985年8月） - 朱厚泽（1985年8月─1987年2月） - 王忍之（1987年2月─1992年12月） - 丁关根（1992年12月─2002年10月24日） - 刘云山（2002年10月24日─2012年11月21日） - 刘奇葆（2012年11月21日─2017年10月30日） - 黄坤明（2017年10月30日─2022年10月26日） - 李书磊（2022年10月26日─） | 中共中央宣傳部常務副部長 …… - 胡乔木（1950年3月—1954年12月） - 张际春（1954年12月—1956年11月） - 张子意（1956年11月—1966年5月） - 熊复（1966年6月—1966年12月）兼新华社社长 - 郁文（1982年-1989年10月） - 徐惟誠（1989年10月-1992年9月） - 郑必坚 （1992年9月-1992年11月） - 刘云山 (1993年4月-2002年10月） - 龔心瀚（1993年-2006年） - 吉炳軒（2003年4月—2008年4月） - 雒树刚（2008年6月—2014年12月） - 黄坤明（2014年12月—2017年10月） - 王晓晖（2018年1月—2022年4月） - 李书磊（2022年4月—2022年10月） - 胡和平（2023年3月—） 中共中央宣传部副部长 - 杨松 - 陈昌浩 - 吴亮平（1937年7月-） - 凯丰 - 李维汉 - 陈伯达（1945年8月-1967年6月） - 徐特立（1945年8月—1966年7月）负责编辑新的中小学教科书 - 廖承志（1946年11月-）主管新华社和解放日报社兼任宣传部副部长。 - 赵毅敏 - 胡乔木（1950年3月—1954年12月） - 周扬（1951年2月—1966年5月） - 陆定一（1952年9月—1954年7月） - 张际春（1954年1月—1966年5月） - 张磐石（1954年7月—1966年5月） - 李卓然（1954年11月—1966年5月） - 张子意（1956年11月—1966年5月） - 许立群（1959年9月—1964年9月） - 姚溱（1959年9月—1966年7月） - 林默涵（1959年9月—1966年5月） - 吴冷西（1964年9月—1966年5月） - 熊复（1966年6月—1966年12月） - 雍文涛（1966年6月—1966年12月） - 刘祖春（1966年6月—1966年12月） - 李鑫（1976年10月—1977年10月） - 王殊（1976年10月—1977年10月） - 华楠（1976年10月—1977年10月） - 廖井丹（1977年11月—1982年4月） - 朱穆之（1977年12月—1982年4月） - 张香山（1977年12月—1982年4月） - 赵守一（1980年2月—1982年4月） - 周扬（1980年3月—1982年4月） - 王惠德（1980年6月—1986年3月） - 贺敬之（1980年6月—1987年12月） - 曾德林（1982年6月—1986年3月） - 王大明（1985年7月—1987年3月） - 滕藤（1986年3月—1987年1月） - 李彦（1986年3月—1991年9月） - 曾建徽（1988年2月—1997年1月） - 龚育之（1988年2月—1991年9月） - 贺敬之（1989年8月—1993年2月） - 刘忠德（1990年6月—1998年3月） - 聂大江（1990年6月—1993年4月） - 翟泰丰（1991年9月—1997年1月） - 郑必坚（1992年9月—1992年11月） - 刘云山（1993年4月—2002年10月） - 白克明（1993年4月—2000年3月） - 龚心瀚（1993年4月—2002年10月） - 徐光春（1995年7月—2004年12月） - 刘鹏（1997年10月—2002年4月） - 雒树刚（2000年3月—2020年7月，2008年5月至2014年12月主持日常工作，2014年12月至2018年3月兼文化部部长，2018年3月至2020年8月兼文化和旅游部部长） - 王晨（2000年6月—2001年8月） - 高俊良（2000年9月—2008年1月） - 李从军（2001年3月—2007年8月） - 吉炳轩（2001年7月—2003年4月） - 李东生（2002年5月—2008年3月） - 胡振民（2002年5月—2006年1月） - 王太华（2004年12月—2011年3月） - 蔡武（2005年8月—2014年12月） - 欧阳坚（2005年12月—2008年10月） - 翟卫华（2007年10月—2013年12月） - 孙志军（2007年12月—2020年） - 焦利（2008年9月—2009年5月） - 王晓晖（2009年8月—2022年4月，2018年1月至2022年4月分管日常工作，兼国家电影局局长，分管研究室、宣教局、舆情信息局、中国思想政治工作研究会） - 蔡名照（2009年11月—2014年12月） - 申维辰（2010年9月—2013年4月） - 蔡赴朝（2011年2月—2016年9月） - 黄坤明（2013年10月—2017年10月，2014年12月至2017年10月主持常务工作） - 蒋建国（2014年12月—2022年3月，正部级） - 徐麟（2016年6月—2022年12月，兼中央网信办主任、国务院新闻办公室主任、国家广播电视总局局长） - 聂辰席（2016年9月—2022年6月，兼国家广播电视总局局长） - 孙志军（2007年12月—2019年12月，分管办公厅、机关党委、培训中心、机关服务中心、学习出版社） - 慎海雄（2018年3月至今，中央广播电视总台台长，2024年6月起分管电影工作） - 庄荣文（2018年4月至今，兼中央网络安全和信息化委员会办公室主任、国家互联网信息办公室主任） - 梁言顺（2018年7月—2020年10月） - 傅华（2020年2月—2021年6月） - 胡和平（2020年7月至今，2020年8月起兼文化和旅游部部长，2023年3月起分管日常工作） - 张建春（2020年10月—2024年6月，分管新闻出版工作） - 孙业礼（2021年1月至今，2023年1月—2024年4月兼国务院新闻办公室主任，2023年12月起兼文化和旅游部部长） - 呂岩松（2021年12月—2022年6月） - 李书磊（2022年4月—2022年10月，分管日常工作） - 王纲（2023年4月至今） - 曹淑敏（2023年5月至今，兼国家广播电视总局局长） - 莫高义（2024年4月至今，兼国务院新闻办公室主任） - 洪大用（2024年4月至今，兼全国哲学社会科学工作办公室主任至2024年11月） 中共中央宣传部秘书长 …… - 官景辉（2008年3月至2020年，兼办公厅主任，分管学习出版社、党建杂志社、时事报告杂志社） |

### 引用
1. ↑  .   [2012-10-14]. （原始内容存档于2019-04-25）.
2. ↑  .   [2012-10-14]. （原始内容存档于2020-07-10）.
3. ↑  .   [2012-10-14]. （原始内容存档于2020-04-13）.
4. ↑  .   [2012-10-14]. （原始内容存档于2019-04-10）.
5. ↑  .   [2012-10-14]. （原始内容存档于2020-07-10）.
6. ↑  .   [2012年11月8日]. （原始内容存档于2014年10月21日）.
7. ↑  .   [2012-10-14]. （原始内容存档于2019-05-02）.
8. ↑  .   [2012-10-14]. （原始内容存档于2015-09-23）.
9. ↑  .   [2012-10-14]. （原始内容存档于2019-05-02）.
10. ↑  .   [2012-10-14]. （原始内容存档于2019-05-02）.
11. ↑  .   [2012-11-08]. （原始内容存档于2013-05-23）.
12. ↑  .   [2019-08-22]. （原始内容存档于2013-02-22）.
13. ↑  .   [2012-11-08]. （原始内容存档于2013-03-13）.
14. ↑  .   [2012-11-08]. （原始内容存档于2008-08-26）.
15. ↑  .   [2012-09-07]. （原始内容存档于2019-05-02）.
16. ↑  .   [2012-09-07]. （原始内容存档于2019-02-16）.
17. ↑  .   [2014-07-05]. （原始内容存档于2019-05-02）.
18. ↑  .   [2012-10-14]. （原始内容存档于2008-08-27）.
19. ↑  .   [2012-10-09]. （原始内容存档于2011-05-14）.
20. ↑  1967年5月18日人民日报《伟大的历史文件》：“我们伟大领袖毛主席正是总结了国际无产阶级专政的历史经验，发动亿万群众，进行这场史无前例的无产阶级文化大革命，这是使我们党和国家永不变色的最可靠的保证。这是毛泽东同志在理论上和实践上对国际无产阶级的最大的贡献。在这个文件中，宣布撤销原来由彭真反革命修正主义集团包办的“文化革命五人小组”，重新设立中央文化革命小组，隶属于中央政治局常委之下。这是进行无产阶级文化大革命的一个重要措施。”
21. ↑  《中国共产党组织史资料: "文化大革命"时期》，第六卷，中共党史出版社，2000
22. ↑  .   [2012-08-16]. （原始内容存档于2007-08-16）.
23. ↑  . 新华通讯社. 2018-03-21. （原始内容存档于2018-03-21）.
24. ↑  . 人民网.   [2012-08-16]. （原始内容存档于2012-08-04）.
25. ↑  . 人民网.   [2012-08-16]. （原始内容存档于2020-04-13）.
26. ↑  . 人民网.   [2012-08-16]. （原始内容存档于2018-10-06）.
27. ↑  . 人民网. 2012-07-18  [2012-08-16]. （原始内容存档于2013-01-01）.
28. ↑  . 中华人民共和国财政部.   [2012-08-16]. （原始内容存档于2016-03-04）.
29. ↑  . 中国共产党历史网.   [2012-08-16]. （原始内容存档于2018-10-06）.
30. ↑  . 人民网.   [2012-08-16]. （原始内容存档于2020-11-20）.
31. ↑  财政部办公厅、中宣部文改办. . 中华人民共和国财政部.   [2020-08-26]. （原始内容存档于2020-09-10）.
32. ↑  . 全国哲学社会科学工作办公室.   [2025-08-17].
33. ↑  . 中国共产党新闻-人民网.   [2019-05-28]. （原始内容存档于2019-05-28）.
34. ↑  （中央宣传口负责人）[永久]
35. ↑  . 人民网.   [2024-07-04]. （原始内容存档于2024-12-01）.
36. ↑  . 全国哲学社会科学工作办公室.   [2024-11-03]. （原始内容存档于2022-04-19）.